# 法外之徒 (巴爾幹)
在巴爾幹地區，法外之徒（Hajduk、Haiduk、Haiduc、Hayduck、Hayduk）所用以指代者，或不在法律保护范围内之犯人，或土匪，或對付鄂圖曼帝國的自由鬥士。此词有不同寫法，現列如下：haiduc（羅馬尼亞語）、hajduk (阿爾巴尼亞語）、хајдук/hajduk (塞爾維亞語), hajduk（波兰語）、ајдук (ayduk，馬其頓語）、хайдут（haidut，保加利亞語）、aiducco（義大利語）、haïdouk（法語）、haydut（土耳其語）、hajduk（波斯尼亞語）。

## 歷史
在巴爾幹的傳統民間傳說中，Hajduk是一個被英雄化了的法外之徒，專門偷竊鄂圖曼統治者的東西及帶領群眾進行起義以抵制高壓統治的義賊；簡單地說，是像羅賓漢及其同伴一樣，專門劫富濟貧，及對地方不公義政府發動游擊戰。
在現實歷史中，他們是在17至19世紀對付土耳其的游擊鬥士，大多向帝國的行政官行劫；不過它們也是一群匪幫，不時向本土的商人及旅行者下毒手。縱雖如此，他們仍有一套道德戒律，不能向窮人行劫及濫殺無辜，不然就不配被稱為Hajduk，而只是一群流氓。
Haiduk此字的來源尚是未明。而其中的一個理論是從土耳其語的「haidud」或「haydut」衍生的，土耳其語原意是指匈牙利傭兵；而另外的一個理論是從匈牙利語的「hajtó」而來，指駕牛車的人。
在1947至1959年，Hajduk一字是用於抵抗蘇聯入侵的羅馬尼亞人，他們是以Haiducii Muscelului為號的。

## 在其他領域的用法
在巴爾幹地區，有不少的組織及人都用「Haiduk」來命名，如塞爾維亞的起義英雄Hajduk Veljko Petrović，羅馬尼亞裔的義大利的歌手Haiducii，以及羅馬尼亞樂隊Taraful Haiducilor等等。而在1911年創立，在前南斯拉夫曾盛行一時的克羅地亞球會海杜克斯普利特，以及後來在塞爾維亞的「Hajduk Kula」及「Hajduk Beograd」球會也是用「Hajduk來命名的。在今天，在世界上有超過300隊的足球隊是以「Hajduk來命名，而它們都和第一個用「Hajduk」來命名的「Hajduk Split」也有關係的。
而《椴樹之戀》一曲中，也出現了「Haiduc」一字。
在1970年代早期，「hajudk」一詞自史學家埃里克·霍布斯鲍姆有關古典社會學的《最初的叛軍及流氓》（Primitive Rebels, and Bandits）一書出版後，開始在西方的社會學及人類學的文獻中出現，霍布斯鲍姆發明了社會流氓一詞用來形容一些在社會邊緣，抵抗強權統治及幫助弱勢的法外之徒。事實上，他們的地位有時是會改變的，當太平治世之時，他們可能幫助當權者以及打擊匪徒。

## 外部連結
- Petrović, Aleksandar. The Role of Banditry in the Creation of National States in the Central Balkans During the 19th Century.
- Metaweb entry on "Haiduks"